# Eduard Marxsen
Eduard Marxsen (Nienstädten, 23 de juliol de 1806 - Altona, 18 de novembre de 1887) fou un pianista i compositor alemany.
Fill d'un organista, rebé les primeres lliçons del seu pare i després fou deixeble de Clasing, Carl Maria von Bocklet i Seyfried. El 1834 va donar un concert a Hamburg, en el que donà conèixer 18 composicions seves, establint-se després en aquella capital com a professor de música, i en la que tingué entre d'altres alumnes a Brahms i Thieriot.
Deixà gran nombre de composicions per a piano i diverses també per a orquestra.